# Kościół Podwyższenia Krzyża Świętego w Brześciu
Kościół Podwyższenia Krzyża Świętego (biał. Касцёл Святога Крыжа) – świątynia rzymskokatolicka, do 1948 katedra, położona w Brześciu nad Bugiem przy pl. Lenina 34 (wcześniej: ul. Unii Lubelskiej). 

## Historia
Kościół zbudowano w 1856 w stylu klasycystycznym na planie prostokąta – fasadę dzięki pilastrom rozdzielono na trzy części, jej uwieńczeniem jest ściana attykowa flankowana przez dwie czworoboczne wieże. Wejście świątyni zdobi fronton w formie trójkąta. Uroczystej konsekracji świątyni dokonał w 1856 biskup wileński Wacław Żyliński.
Po 1945 kościół zamknięto, dokonując w latach 50. jego przebudowy pod muzeum krajoznawcze. W 1990 władze miejskie zdecydowały o zwrocie świątyni katolikom.
We wnętrzu kościoła umieszczony jest słynny obraz Matki Boskiej Ocalenia w sukience z pozłacanego srebra – kopia wizerunku z rzymskiej bazyliki Matki Bożej Większej, przekazana w Rzymie kasztelanowi brzeskiemu Adamowi Pociejowi przez papieża Klemensa VIII. Pierwotnie obraz był własnością kościoła bernardynów, po jego likwidacji przeniesiono go do obecnej świątyni. W czasach Białoruskiej SRR wierni ukryli Matkę Boską Brzeską przed władzami, wróciła ona na swoje miejsce po odzyskaniu przez Białoruś niepodległości, a w 1996 dokonano koronacji obrazu koroną papieską.
Na murach zewnętrznych kościoła znajdują się epitafia rodziny Jankowskich, która zginęła w wyniku działań wojennych w latach 1915–1920. W środku świątyni umieszczono w 1993 tablicę pamiątkową na cześć obrońców twierdzy brzeskiej z jesieni 1939.